# Sziget

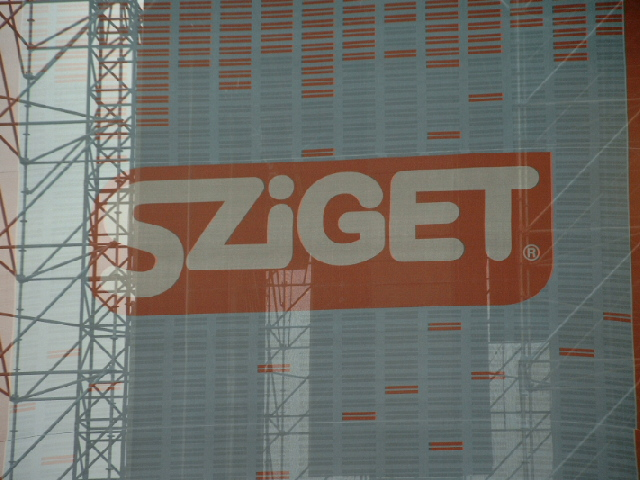
Logo Sziget Festival 2005

Sziget Festival (węg. Sziget Fesztivál) – jeden z największych festiwali muzycznych w Europie, który odbywa się w lipcu lub sierpniu w Budapeszcie od 1993 roku. Miejscem festiwalu jest wyspa Óbudai na Dunaju.
Pierwsza edycja festiwalu (1993) odbyła się pod nazwą Diáksziget (wyspa studentów). W latach 1996–2001 sponsorem był koncern Pepsi, stąd festiwal nazywał się Pepsi Sziget. Nazwa Sziget Festival („festiwal wyspowy” lub „festiwal na wyspie”) obowiązuje od 2002 roku.

## Poprzednie lata
| Rok  | Nazwa                          | Liczba uczestników | Główni artyści |
| ---- | ------------------------------ | ------------------ | --- |
| 1993 | Diáksziget '93                 | 43 000             | wyłącznie artyści węgierscy |
| 1994 | Diáksziget '94 – Eurowoodstock | 143 000            | - The Birds - Blood, Sweat & Tears - Eric Burdon - Grandmothers of Invention (Frank Zappa) - Jefferson Starship - Jethro Tull - Ten Years After |
| 1995 | Diáksziget '95                 | 173 000            | - Clawfinger - Jeff Healey - John Cale - Kava Kava - Stranglers |
| 1996 | Pepsi Sziget 1996              | 206 000            | - Iggy Pop - Slash - Sonic Youth - The Bates - The Levellers - The Prodigy - The Stone Roses - Therapy? |
| 1997 | Pepsi Sziget 1997              | 260 000            | - David Bowie - Chumbawamba - dEUS - Faith No More - Foo Fighters - Motörhead - New Model Army - Rollins Band - The Cardigans - Toy Dolls - Tankcsapda |
| 1998 | Pepsi Sziget 1998              | 268 000            | - Boney M - Chumbawamba - Coolio - Goldie - Green Day - Mory Kanté - Paradise Lost - Patti Smith - Rammstein - Tankcsapda - Shane MacGowan and the Pogues - Therapy? |
| 1999 | Pepsi Sziget 1999              | 297 000            | - Apocalyptica - Asian Dub Foundation - Baaba Maal - Brand New Heavies - Faithless - Guano Apes - Kool and the Gang - Liquido - Paradise Lost - Rachid Taha - Suede - Tankcsapda - Troitsa |
| 2000 | Pepsi Sziget 2000              | 324 000            | - Apollo 440 - Baaba Maal - Chumbawamba - Bad Religion - Bloodhound Gang - Clawfinger - Die Ärzte - FreshFabrik - Gods Tower - Guano Apes - HIM - K2R Riddim - Lou Reed - Oasis - Suzanne Vega - Tankcsapda - Therapy? - Troitsa |
| 2001 | Pepsi Sziget 2001              | 365 000            | - Ash - Bomfunk MCs - Jimmy Bosch - Eagle Eye Cherry - Faithless - Freestylers - FreshFabrik - Guano Apes - HIM - Ignite - Khaled - Moonspell - Morcheeba - Nightwish - Noir Desir - Omara Portuondo - Placebo - Värttinä - Run DMC - Tankcsapda - Modfunk |
| 2002 | Sziget 2002                    | 355 000            | - Amorphis - Baaba Maal - Die Toten Hosen - FreshFabrik - HIM - Iggy Pop - Jovanotti - Kosheen - Mory Kanté - Muse - Natacha Atlas - Nightwish - Pulp - Stereo MCs - The 69 Eyes - The Cure - The Gathering - The Klezmatics - Mission - Tito and Tarantula - Transglobal Underground - Troitsa - U.K. Subs - Tankcsapda |
| 2003 | Sziget 2003                    | 361 000            | - Apocalyptica - DJ Rush - Fun Lovin’ Criminals - Massive Attack - Morcheeba - Seeed - Shaggy - Slayer - Troitsa - Tankcsapda |
| 2004 | Sziget 2004                    | 369 000            | - Addictive TV - Amorphis - Ash - Basement Jaxx, - Children of Bodom - Faithless - Freestylers - Fun Lovin’ Criminals - In Flames - Junkie XL - Paul Oakenfold, - Scissor Sisters - Sugababes - Bloodhound Gang - The Gathering - Pet Shop Boys - The Rasmus - Tito and Tarantula |
| 2005 | Sziget 2005                    | 385 000            | - Basement Jaxx - Buena Vista Social Club - Franz Ferdinand - Good Charlotte - KoЯn - Natalie Imbruglia - Nick Cave - Paul van Dyk - Sean Paul - Underworld - Wickeda |
| 2006 | Sziget 2006                    | 385 000            | - 17 Hippies - Addictive TV - Cradle of Filth - Craig - Evergrey - Fear Factory - Franz Ferdinand - Gogol Bordello - Hadag Nahash - Iggy and the Stooges - Jovanotti - Kispál és a Borz - Leningrad - Les Doigts de l’Homme - Lila Downs - Living Colour - maNga - Ministry - Natacha Atlas - Placebo - Radiohead - Robert Plant - Scissor Sisters - Sick of It All - Sons and daughters - The Prodigy - The Rasmus - The Skinny Bohemians - Therapy? - Wir sind Helden |
| 2007 | Sziget Festival 2007           | 371 000            | - Alpha Blondy - Eagles Of Death Metal - What Cheer? Brigade - Ennio Marchetto - Faithless - Fusedmarc (LT) - Gogol Bordello - Kispál és a Borz - Laurent Garnier - Madness - Manu Chao - Nine Inch Nails - Pink - Quimby - Razorlight - Sinéad O’Connor - Tankcsapda - The Chemical Brothers - The Good, the Bad and the Queen - The Hives - The Killers - The Rakes - TNMK - Tool |
| 2008 | Sziget Festival 2008           | 385 000            | - Alanis Morissette - Mass Hysteria - Anti-Flag - Babyshambles - Die Ärzte - Flogging Molly - Iron Maiden - Jamiroquai - Justice - Kaiser Chiefs - Kispál és a Borz - Lauren Harris - Mademoiselle K - Millencolin - Pannonia Allstars Ska Orchestra - R.E.M. - Róisín Murphy - Serj Tankian - Sex Pistols - Tankcsapda - The Cribs - The Killers - The Kooks - The Presidents of the United States of America - The Wombats - MGMT - URH - Ziggi & The Renaissance Band |
| 2009 | Sziget Festival 2009           | 390 000            | - The Prodigy - The Offspring - Faith No More - IAMX - Paul Oakenfold - Žagar - Coldcut - Birdy Nam Nam - Fatboy Slim - Lily Allen - Ska-P - Tricky - Placebo - Nouvelle Vague - Buena Vista Social Club - White Lies - Armin van Buuren - Al Di Meola - Crystal Method - Haydamaky - Manic Street Preachers - Pendulum - Bloc Party - Klaxons - Jose Padilla - The Ting Tings - Tiken Jah Fakoly |
| 2010 | Sziget Festival 2010           | 382 000            | - 08001 - 30 Seconds to Mars - Amparo Sanchez - Antytila - Bad Religion - Billy Talent - Cankisou - Children of Bodom - Csík zenekar és vendégei - Danko Jones - Death Valley Screamers - Enter Shikari - Faithless - Fear Factory - Gorillaz Sound System - Gwar - Ill Niño - Infected Mushroom - Iron Maiden - Jaune Toujours - Kamelot - K.I.Z. - Kasabian - Kati Kovács & The Qualitons - Kries - Lapis Trubieckoj - Madness - Miz - Monster Magnet - Ez3kiel - Muse - Papa Roach - Paradise Lost - Ska-P - Skindred - Subsonica - The 69 Eyes - The Freelancers - The Hives |
| 2011 | Sziget Festival 2011           | 385 000            | - Prince - Pulp - Interpol - La Roux - Good Charlotte - Kasabian - Hurts - The Chemical Brothers - Crystal Castles - Xiu Xiu - British Sea Power - Skunk Anansie - Dizzee Rascal - The Prodigy - Hadouken! - Kate Nash - Kaiser Chiefs - 30 Seconds To Mars - Peter Bjorn & John - Gogol Bordello - The National - Manic Street Preachers - White Lies - Marina & The Diamonds - Judas Priest - Motörhead - Within Temptation - Deftones - Lostprophets - Go Back To The Zoo - Tankcsapda - Quimby - Oi Va Voi - Gotan Project - Flogging Molly                                  |
| 2012 | Sziget Festival 2012           | 379 000            | - The Paperboats - Snoop Dogg - Sum 41 - The Stone Roses - Placebo - Hurts - Crystal Fighters - The Horrors - The Subways - Mando Diao - Noah and the Whale - Friendly Fires - The Vaccines - Two Door Cinema Club - Korn - Magnetic Man - dEUS - Steve Aoki - Bebel Gilberto - Axwell - Beatsteaks - Caro Emerald - Ministry - The XX - Anna Calvi - The Ting Tings - Glasvegas - LMFAO - Paolo Nutini - Fink - The Orange Fandangos - The Killers - Dj Fresh - Maximo Park - Dimmu Borgir - HammerFall - Molotov                                                               |
| 2013 | Sziget Festival 2013           | 362 000            | - Bad Religion - Bat For Lashes - Biffy Clyro - Blur - Boys Noize live - David Guetta - Deichkind - Die Ärzte - Dizzee Rascal - Editors - Empire Of The Sun - Everything Everything - Franz Ferdinand - Hadouken! - Little Boots - Nick Cave And The Bad Seeds - Nicky Romero - Mika - Oscar Mulero - Parov Stelar Band - Regina Spector - Seeed - Skunk Anansie - Tame Impala - The Bots - Triggerfinger - Woodkid - Nneka - Dubioza kolektiv |
| 2014 | Sziget Festival 2014           | 415,000            | - A Day to Remember - Anti-Flag - Axwell - Bastille - Blink-182 - Borgore - Brody Dalle - Calvin Harris - Caparezza - Cornerstone Roots - Crystal Fighters - Deadmau5 - Fedde le Grand - Fink - Imagine Dragons - Jake Bugg - Jimmy Eat World - Klaxons - Korn - La Roux - Leningrad - Lily Allen - Macklemore & Ryan Lewis - Madness - Miles Kane - NOFX - Outkast - Placebo - Queens of the Stone Age - Ska-P - Skrillex - Stromae - Tankcsapda - The 1975 - The Big Pink - The Kooks - The Prodigy                                                                            |
| 2015 | Sziget Festival 2015           | 441,000            | - Alesso - Alt-J - Asaf Awidan - Avicii - Blasterjaxx - C2C - Dropkick Murphys - Ella Eyre - Ellie Goulding - Enter Shikari - Florence and the Machine - Foals - Gentlemen & the Evolution - Gogol Bordello - Hollywood Undead - Interpol - Kasabian - Kings of Leon - Kraftklub - Knife Party - Limp Bizkit - Major Lazer - Marina and the Diamonds - Martin Garrix - Nero - Paloma Faith - Passenger - Rudimental - Robbie Williams - SBTRKT - Selah Sue - The Script - The Ting Tings - Turrentine Jones - W&W                                                                |
| 2016 | Sziget Festival 2016           | 496,000            | - Afrojack - Bastille - David Guetta - Hardwell - John Newman (muzyk) - MØ - Naughty Boy - Nicky Romero - Rihanna - Sia (piosenkarka) - zedd |
| 2017 | Sziget Festival 2017           | 452,000            | - Birdy - Macklemore & Ryan Lewis - Major Lazer - P!nk - Rudimental - The Chainsmokers - Tom Odell - Wiz Khalifa |
| 2018 | Sziget Festival 2018           | 565,000            | - Arctic Monkeys - Bastille - Blossoms - borgore - Clean Bandit - Dua Lipa - Gorillaz - Kendrick Lamar - Kygo - Lana Del Rey - Little Dragon - Milky Chance - Shawn Mendes |